# Список умерших в 1792 году
В этой статье представлен список известных людей, умерших в 1792 году.
См. также: Категория:Умершие в 1792 году

## Февраль
- 2 февраля — Елизавета Романовна Воронцова, фаворитка Петра III, фрейлина; дочь генерал-аншефа графа Р. И. Воронцова.
- 7 февраля — Атана́с Оже́, французский священник, филолог-эллинист и переводчик, преподаватель, научный писатель.
- 10 февраля — Анджей Иероним Замойский, крупный государственный деятель Речи Посполитой, воевода иновроцлавский (1757—1764).

## Март
- 24 марта — Хаменгкубувоно I, основатель султаната Джокьякарта, Национальный герой Индонезии.
- 29 марта — Густав III,король Швеции.
- март — Пётр Фёдорович Мезенцов, российский государственный и военный деятель, правитель Вологодского наместничества (1784—1792).

## Апрель
- 30 апреля — Джон Монтегю, 4-й граф Сэндвич, английский дипломат, Первый лорд Адмиралтейства.

## Май
- 20 мая — Антуа́н Луи́, французский хирург и физиолог, внесший существенный вклад в современную ему медицинскую науку.

## Июнь
- 30 июня — Франческо Антонио Розетти, немецкий композитор и контрабасист чешского происхождения.

## Июль
- 3 июля — Фердинанд, принц Брауншвейгский, прусский генерал-фельдмаршал, командующий объединённой армией союзников Пруссии в Семилетней войне, шурин прусского короля Фридриха II.
- 18 июля — Джон Пол Джонс, шотландский моряк, служивший в Великобритании, США и России.
- 29 июля — Рене Никола де Мопу́, французский политический и судебный деятель; канцлер.

## Август
- 5 августа — Фре́дерик Норт, 12-й премьер-министр Великобритании с 1770 по 1782 год.

## Сентябрь
- 16 сентября — Нгуен Хуэ, второй император вьетнамской династии Тайшон

## Октябрь
- 24 октября — Епископ Аггей, епископ Русской православной церкви, епископ Белгородский и Обоянский.

## Ноябрь
- 12 сентября — Ульрика Луиза Сольмс-Браунфельсская, графиня Сольмс-Браунфельсская, в замужестве ландграфиня Гессен-Гомбургская, регент Гессен-Гомбурга в 1751 — 1766 годах.
- 14 ноября — Степан Андреевич Воротилов, русский архитектор, работавший в Костромской губернии.